# Corrado Bonfanti Linares
Corrado Bonfanti Linares (Avola, 16 oktober 1866 – aldaar, 1934) was een Italiaans jurist en directeur-generaal van de staatspolitie van het koninkrijk Italië in de jaren 1921-1922.

## Levensloop

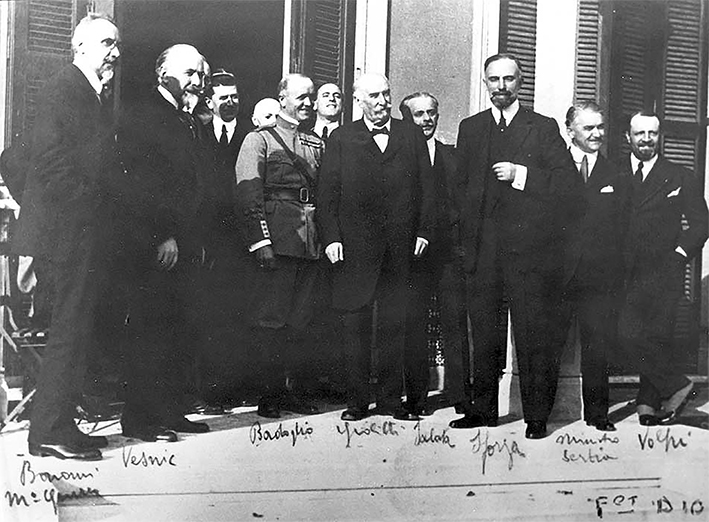
Verdrag van Rapallo (1920)

Linares groeide op in Sicilië waar hij afstudeerde in de rechten. Vanaf 1891 werkte hij op provinciale afdelingen van het ministerie van binnenlandse zaken, en dit in diverse provincies verspreid over Italië. 
Na de Eerste Wereldoorlog werd hij politiefunctionaris: zo begon hij als viceprefect van de politie van Messina op Sicilië. Hij was vervolgens politieprefect van Ravenna (1919-1919), Mantua (1919-1920) en Udine (1920-1921). 
Tijdens zijn ambtsperiode in Udine was Linares terzelfdertijd burgerlijk gouverneur van die delen van Dalmatië die Italië bezette op basis van het Verdrag van Rapallo (1920), zoals de stad Zadar of Zara in het Italiaans. Voor hem en na hem zetelde er een militair gouverneur.
Er volgde een bevordering tot directeur-generaal van de staatspolitie: van 1921 tot 1922 was Linares de hoogste politieambtenaar van Italië. In deze functie bereidde hij voor de regering van premier Bonomi een koninklijk decreet voor. Met dit decreet moesten fascistische stoottroepen ontbonden worden. Zo ver kwam het niet. De regering Bonomi kwam ten val en het fascisme kwam aan de macht. In 1924 ging Linares met pensioen. 
Hij stierf in zijn geboortedorp op Sicilië in 1934.